# Јелена Дука Анђел
Хелена Дукина Ангелина (грч. Ελενη Δουκαινα Αγγελινα, Хелене Доукаина Ангелина; српски: Јелена Дука Анђел) била је грчка племкиња из Тесалије и краљица-супруга средњовековне Србије.
Њени родитељи су били севастократор Јован I Анђел, господар Тесалије и његова жена Хипомона (ћерка тесалског влашког поглавара Таронаса). Између 1273/76, Хелена се удала за српског краља Стефана Уроша II Милутина (1282–1321), али ју је Милутин напустио око. 1283. Могуће је да је њен син био краљ Стефан Константин или краљ Стефан Урош III Дечански. Хелена се потом вратила у Тесалију код оца.